# Judo-Europameisterschaften 2003
Die Judo-Europameisterschaften 2003 fanden vom 16. bis zum 18. Mai in Düsseldorf statt. Es waren die ersten Judo-Europameisterschaften in Deutschland seit 1990 in Frankfurt. Die Judoka aus dem Gastgeberland gewannen sechs Medaillen und belegten den fünften Platz im Medaillenspiegel.
Tamerlan Tmenow gewann im Schwergewicht seinen dritten Titel in Folge, Walentyn Hrekow im Mittelgewicht seinen zweiten.

## Ergebnisse

### Männer
| Gewichtsklasse                 | Gold                | Silber               | Bronze                                 |
| ------------------------------ | ------------------- | -------------------- | -------------------------------------- |
| Superleichtgewicht (bis 60 kg) | Nestor Chergiani    | Craig Fallon         | Ludwig Paischer Armen Nasarjan         |
| Halbleichtgewicht (bis 66 kg)  | Benjamin Darbelet   | Dawit Margoschwili   | Hüseyin Özkan Georgi Georgiew          |
| Leichtgewicht (bis 73 kg)      | Hennadij Bilodid    | Kiyoshi Uematsu      | Krzysztof Wiłkomirski Anatol Larukou   |
| Halbmittelgewicht (bis 81 kg)  | Sergei Aschwanden   | Nuno Delgado         | Florian Wanner Aleksei Budõlin         |
| Mittelgewicht (bis 90 kg)      | Walentyn Hrekow     | Chassanbi Taow       | Mark Huizinga Özgür Yılmaz             |
| Halbschwergewicht (bis 100 kg) | Ariel Zeevi         | Elco van der Geest   | Antal Kovács Ihar Makarau              |
| Schwergewicht (über 100 kg)    | Tamerlan Tmenow     | Aythami Ruano        | Juri Rybak Paolo Bianchessi            |
| Offene Klasse                  | Alexander Michailin | Dennis van der Geest | Andreas Tölzer Ramas Tschotschischwili |

### Frauen
| Gewichtsklasse                 | Gold              | Silber             | Bronze                                 |
| ------------------------------ | ----------------- | ------------------ | -------------------------------------- |
| Superleichtgewicht (bis 48 kg) | Ljubow Bruletowa  | Giuseppina Macri   | Tatjana Moskwina Ann Simons            |
| Halbleichtgewicht (bis 52 kg)  | Annabelle Euranie | Petra Nareks       | Barbara Bukowska Georgina Singleton    |
| Leichtgewicht (bis 57 kg)      | Isabel Fernández  | Lena Göldi         | Sabrina Filzmoser Sophie Cox           |
| Halbmittelgewicht (bis 63 kg)  | Sara Álvarez      | Gella Vandecaveye  | Claudia Heill Ylenia Scapin            |
| Mittelgewicht (bis 70 kg)      | Rasa Sraka        | Heide Wollert      | Catherine Jacques Silvia Schlagnitweit |
| Halbschwergewicht (bis 78 kg)  | Lucia Morico      | Raquel Prieto      | Jenny Karl Céline Lebrun               |
| Schwergewicht (über 78 kg)     | Karina Bryant     | Tea Dongusaschwili | Sandra Köppen Marie Elisabeth Veys     |
| Offene Klasse                  | Katrin Beinroth   | Irina Rodina       | Zwetana Bosilowa Lucija Polavder       |

## Medaillenspiegel
| Rang | Land                   | Gold | Silber | Bronze | Gesamt |
| ---- | ---------------------- | ---- | ------ | ------ | ------ |
| 1    | Russland               | 3    | 3      | –      | 6      |
| 2    | Spanien                | 2    | 3      | –      | 5      |
| 3    | Frankreich             | 2    | –      | 1      | 3      |
| 4    | Ukraine                | 2    | –      | –      | 2      |
| 5    | Deutschland            | 1    | 1      | 4      | 6      |
| 6    | Italien                | 1    | 1      | 2      | 4      |
| 6    | Vereinigtes Königreich | 1    | 1      | 2      | 4      |
| 8    | Georgien               | 1    | 1      | 1      | 3      |
| 8    | Slowenien              | 1    | 1      | 1      | 3      |
| 10   | Schweiz                | 1    | 1      | –      | 2      |
| 11   | Israel                 | 1    | –      | –      | 1      |
| 12   | Niederlande            | –    | 2      | 1      | 3      |
| 13   | Belgien                | –    | 1      | 3      | 4      |
| 14   | Portugal               | –    | 1      | –      | 1      |
| 15   | Österreich             | –    | –      | 4      | 4      |
| 15   | Belarus                | –    | –      | 4      | 4      |
| 17   | Bulgarien              | –    | –      | 2      | 2      |
| 17   | Polen                  | –    | –      | 2      | 2      |
| 17   | Türkei                 | –    | –      | 2      | 2      |
| 20   | Armenien               | –    | –      | 1      | 1      |
| 20   | Estland                | –    | –      | 1      | 1      |
| 20   | Ungarn                 | –    | –      | 1      | 1      |
|      | Gesamt                 | 16   | 16     | 32     | 64     |